# ريكاردو جوردن
ريكاردو جوردن (بالإنجليزية: Ricardo Jordan)‏ هو لاعب كرة قاعدة أمريكي، ولد في 27 يونيو 1970 في بوينتون في الولايات المتحدة.

## وصلات خارجية
- ريكاردو جوردن على موقعبيزبول رفرنس.كوم (الدوري الرئيسي) (الإنجليزية)
- ريكاردو جوردن على موقعبيزبول رفرنس.كوم (الدوري الثانوي) (الإنجليزية)